# Phoroncidia kibonotensis concolor
Phoroncidia kibonotensis là một phân loài nhện trong họ Theridiidae.
Loài này thuộc chi Phoroncidia. Phoroncidia kibonotensis concolor được Lodovico di Caporiacco miêu tả năm 1949.